# بيج برادلي
بيج برادلي (بالإنجليزية: Paige Bradley)‏ هي نحّاتة أمريكية، ولدت في 1974.